# چارلی پیس
چارلی پیس (به انگلیسی: Charlie Pace) نام یکی از شخصیت‌های داستانی مجموعه تلویزیونی گمشدگان محصول کانال ای بی سی آمریکا است. نقش این شخصیت را دومینیک مانهن بازی کرده‌است.
چارلی در قسمت آخر فصل سوم برای از کار انداختن دستگاهی که برقراری ارتباط رادیویی با جهان خارج را غیرممکن می‌ساخت، غرق شد. او رابطه احساسی با کلیر لیتلتون دارد؛ و عضو گروه راک درایوشیفت می‌باشد. در فصل اول زمانی که جان لاک متوجه اعتیاد او می‌شود سعی می‌کند او را به ترک اعتیاد وادار کند؛ و او در ترک موفق می‌شود و پس از پیدا کردن گیتارش به نوازندگی می‌پردازد و همچنین ایتان را پس از اینکه جک، کیت، و ساویر برای او دام می‌گذارند و او را دستگیر می‌کنند، با شلیک گلوله به قتل می‌رساند.
او پس از اینکه هواپیمای حامل کوکائین‌های قاچاقی را همراه با سعید پیدا کرد، چندتا از مجسمه‌ها را برداشت. اما پس از اینکه اکو موضوع کوکائین‌ها را به کلیر گفت و کلیر او را از چادر بیرون کرد، او تمام مجسمه‌ها را در اقیانوس پرتاب کرد.
دزموند چندبار مرگ او را در آینده می‌بیند و جان او را نجات می‌دهد؛ و حتی روی قایق که می‌خواهد برای زیر آب رفتن و از کار انداختن تجهیزات ایستگاه آینه آماده شود، حاضر می‌شود به جای چارلی به زیر آب برود، اما چارلی با پارو او را بیهوش می‌کند و خود به زیر آب می‌رود.